# Ternstroemia biangulipes
Ternstroemia biangulipes är en tvåhjärtbladig växtart som beskrevs av Ho Tseng Chang. Ternstroemia biangulipes ingår i släktet Ternstroemia och familjen Pentaphylacaceae. Inga underarter finns listade i Catalogue of Life.